# Tabanocella stigmatana
Tabanocella stigmatana är en tvåvingeart som först beskrevs av Seguy 1934.  Tabanocella stigmatana ingår i släktet Tabanocella och familjen bromsar.
Artens utbredningsområde är Madagaskar. Inga underarter finns listade i Catalogue of Life.